# José Ramón Betancourt y Aguilar
José Ramón Betancourt y Aguilar (Camagüey (Cuba), 1 de febrer, 1801 - Tacubaya (Mèxic), 24 de juliol de 1857) fou un escriptor i polític cubà establert a Mèxic.